# Ernst Georgi (Politiker)
Ernst Moritz Friedrich Georgi (* 25. Juli 1895 in Stuttgart; † 29. Mai 1983) war ein deutscher Arzt und Politiker (CDU) und ehemaliger Abgeordneter der Verfassunggebenden Landesversammlung, einem Vorläufer des Hessischen Landtags.
Ernst Georgi studierte nach dem Besuch der Mittelschule und Oberrealschule in Offenbach am Main Medizin an den Universitäten Marburg und Frankfurt am Main. Das Studium schloss er mit der Promotion zum Dr. med. ab und arbeitete als Arzt. Ab 1923 war er leitender Anstaltsarzt der diakonischen Niederramstädter Heime und ab 1926 ärztliche Leitung der Trinkerheilstätte Haus Burgwald. Nebenberuflich leistet er sozialhygienische und sexualpädagogische Vortragstätigkeit. Seit 1933 war er Mitglied der Bekennenden Kirche und wurde 1944 wegen seiner antinationalsozialistischer Einstellung aus der Arbeit als Anstaltsarzt entlassen.
Im Oktober 1944 wurde Georgi als Betriebs- und Lagerarzt zum Luftwaffenbauamt Blankenburg (Harz) einberufen. Nach eigenen Angaben wurde er zusammen mit ihm unterstellten „jüdischen Mischlingsärzten“ (s. Jüdischer Mischling) am 1. März 1945 der Organisation Todt unterstellt.
Von 1928 bis 1933 war er Mitglied und Mitarbeiter des  Christlich-Sozialen Volksdienstes. 1945 wurde er Mitbegründer der CDU in Darmstadt. In der CDU war er Kreisverbandsvorsitzender und kommissarischer Bezirksverbandsvorsitzender der CDU Darmstadt. Für seine Partei war er Gemeinderatsmitglied und Kreistagsabgeordneter und vom 15. Juli 1946 bis zum 30. November 1946 Mitglied der Verfassungberatenden Landesversammlung Groß-Hessen.